# エスタジオ・ヴィンチ・イ・クワトロ・デ・セテンブロ
エスタジオ・ナシオナル・24・デ・セテンブロ（ポルトガル語: Estadio Nacional 24 de Setembro）＝9月24日国立競技場はギニアビサウの首都、ビサウにある多目的スタジアム。主にサッカーの試合で使用される。スタジアム名にある9月24日はギニアビサウの独立記念日であり、同国の祝日となっている。